# Euphrasia minima
Euphrasia minima là loài thực vật có hoa thuộc họ Cỏ chổi. Loài này được Jacq. ex DC. mô tả khoa học đầu tiên năm 1805.

## Hình ảnh

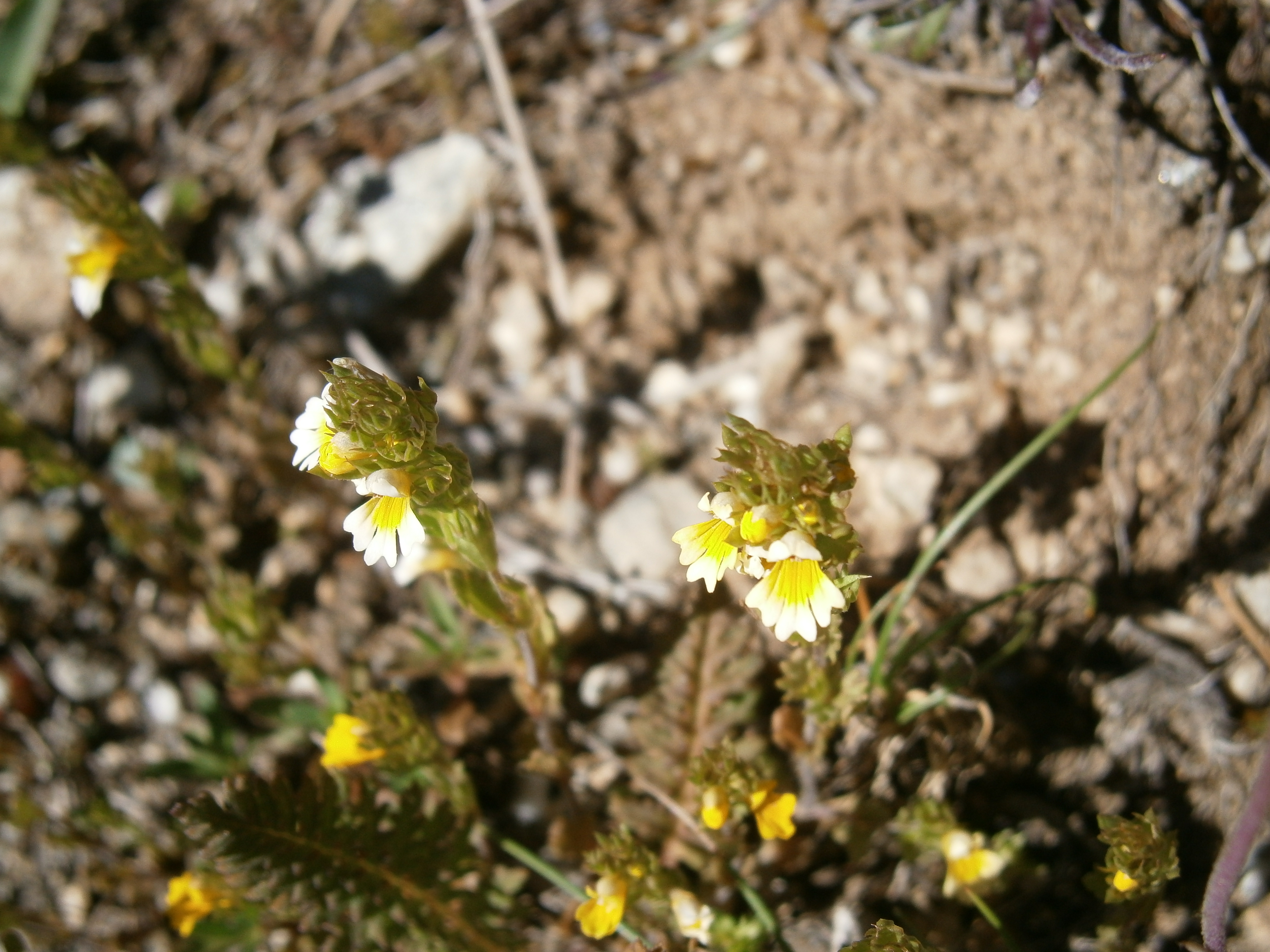
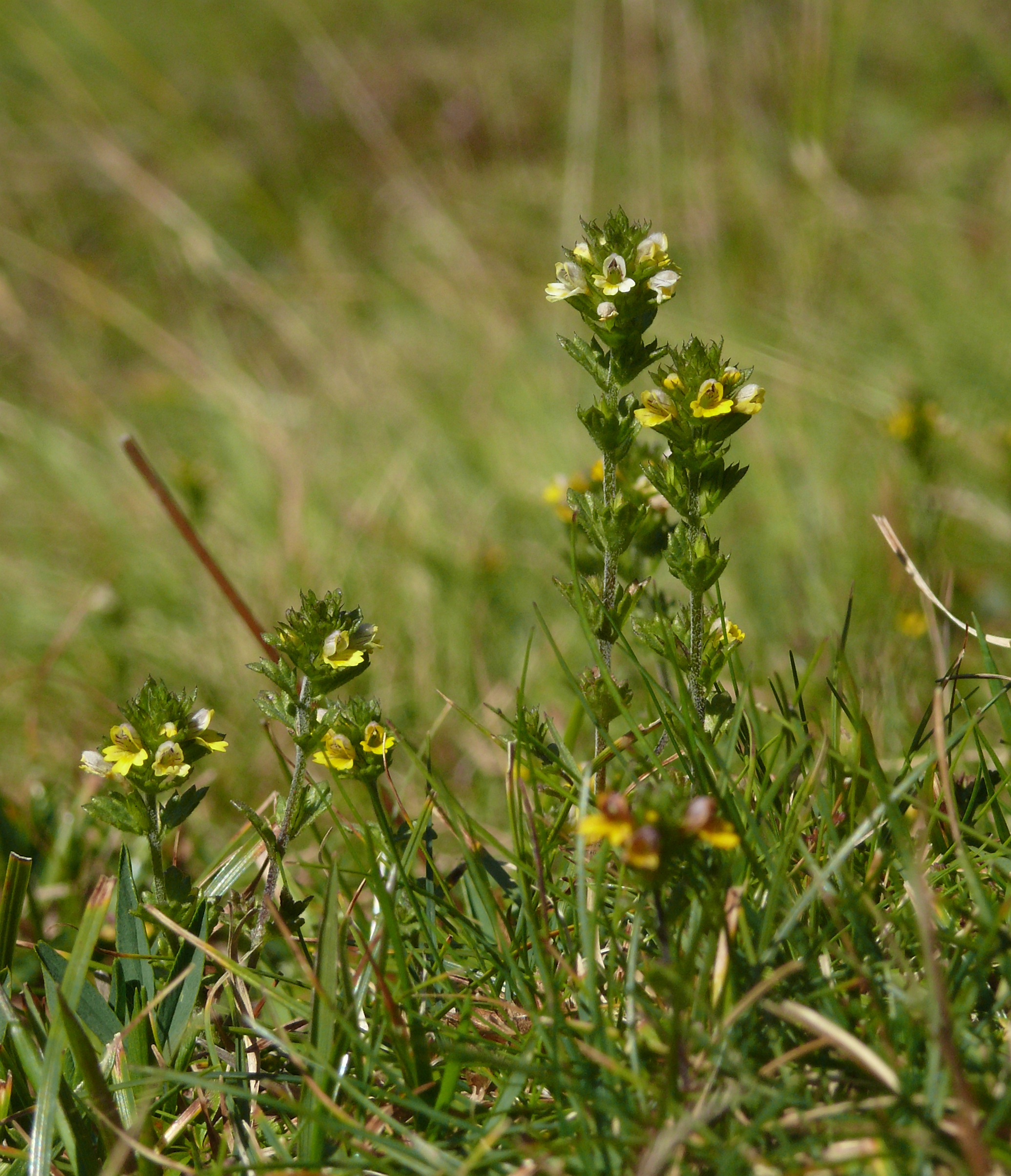
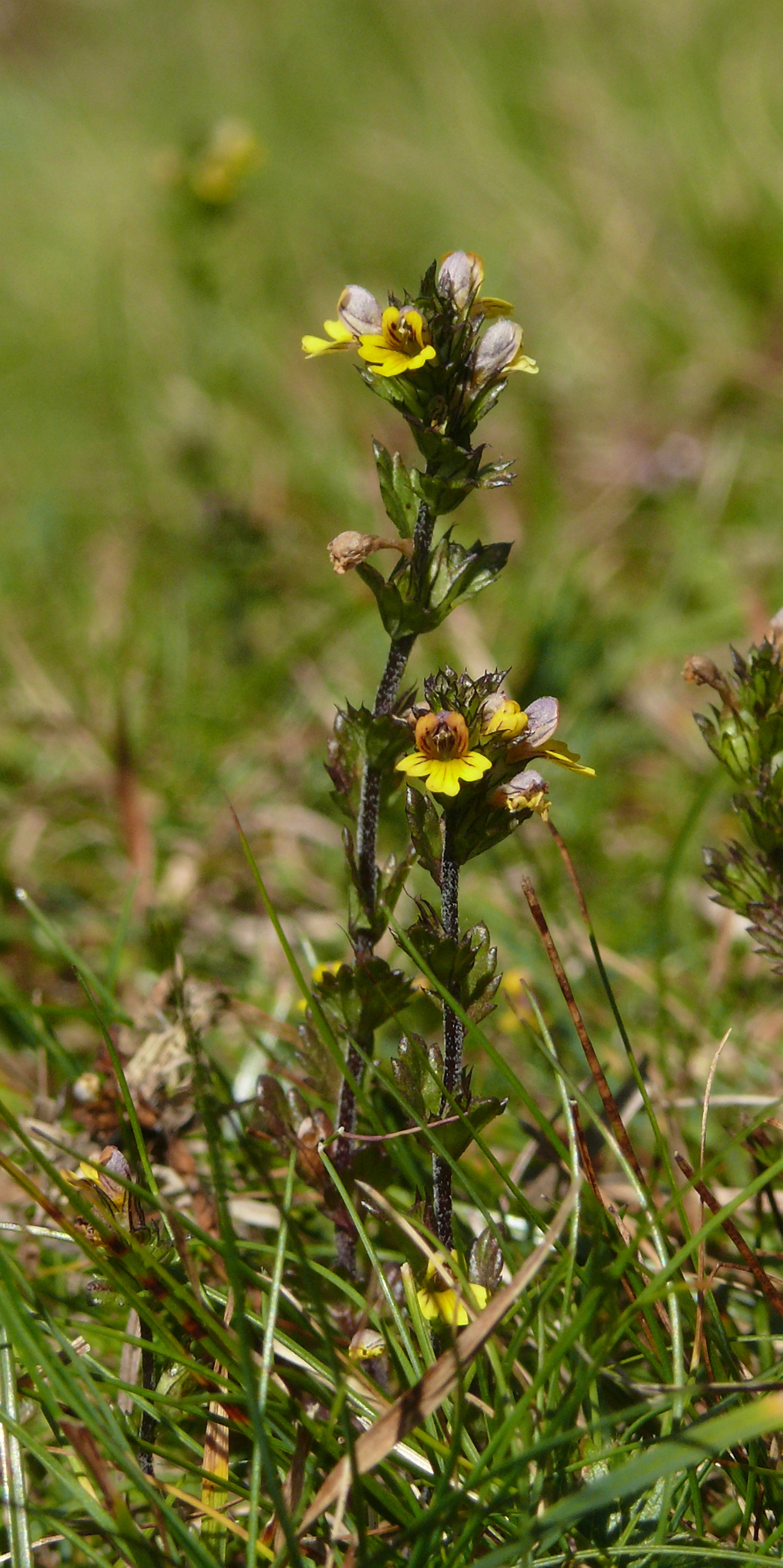
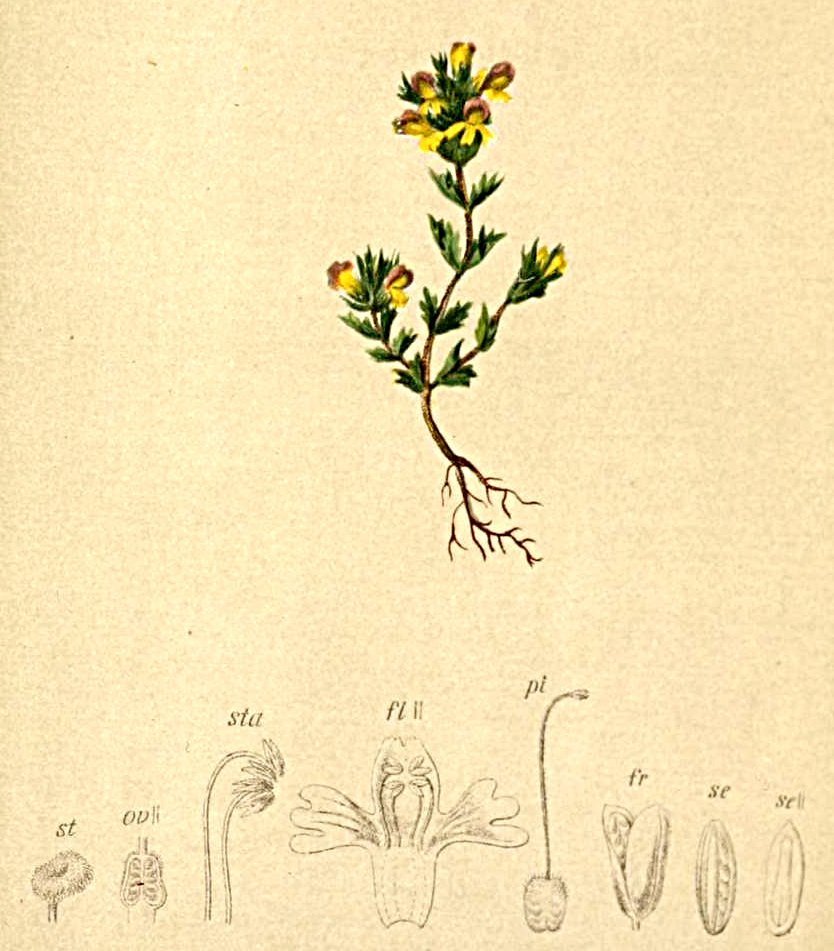